# Chlum (district de Třebíč)
Pour les articles homonymes, voir Chlum.
Chlum (en allemand : Chlum) est une commune du district de Třebíč, dans la région de Vysočina, en Tchéquie. Sa population s'élevait à 149 habitants en 2020.

## Géographie
Chlum se trouve à 7 km à l'est du centre de Brtnice, à 14 km au nord-ouest de Třebíč, à 17 km au sud-est de Jihlava et à 128 km au sud-est de Prague.
La commune est limitée par Horní Smrčné et Radošov au nord, par Kouty à l'est, par Červená Lhota au sud-est, par Číchov au sud, et par Bransouze et Brtnice à l'ouest.

## Histoire
La première mention écrite de la localité date de 1104.

## Transports
Par la route, Chlum se trouve à 16,8 km de Třebíč, à 22,5 km de Jihlava, 81 km de Brno et à 153 km de Prague.